# Jaktholmen

Jaktholmen är en ö som ligger utanför Kyrkesviken i Örnsköldsviks kommun. Ytan är cirka 300 x 200 m. En bro leder till ön så det går att ta sig till ön med bil.